# Campionato italiano di polo
Il Campionato italiano di polo segue le direttive del Comitato olimpico nazionale italiano (CONI) e della Federazione Italiana Sport Equestri (FISE).
Fondato nel 1981, il campionato italiano è la competizione di polo più importante a livello nazionale e il vincitore si fregia del titolo di Campione d'Italia. Il torneo si svolge di norma in autunno, nel mese di ottobre, in un'unica sede sportiva.
Oltre al campionato, le altre due competizioni sportive più importanti in Italia sono: la Coppa Italia FISE, istituita nel 2009, e l'Italia Polo Challenge, l'evento più recente.

## Albo d'oro
| Edizione | Squadra vincitrice |
| -------- | --- |
| 1981     | Santa Croce Arnaldo Galantino, Franco Piazza, Sergio Kulmann, Mario Galantino                                                    |
| 1982     | Santa Croce Arnaldo Galantino, Franco Piazza, Alberto Galantino, Mario Galantino                                                 |
| 1983     | Smashing Blues Dante Fava, Vittorio Cutinelli Rendina, Paolo Grillini, Jenz Fava                                                 |
| 1984     | Santa Croce Dante Fava, Vittorio Cutinelli Rendina, Alessandro Basile, Jenz Fava                                                 |
| 1985     | Annullato |
| 1986     | Diavoli Rossi Franco Piazza, Massimo Ajello, Alberto Magni, Miles Donnelly                                                       |
| 1987     | Les Copains Sergio Cavadini, Michele Bigo, Pupi D’Angeri, Andrea Vianini                                                         |
| 1988     | Voloire Franco Pellegrino, Michele Bigo, Andrea Vianini, M. Otelli                                                               |
| 1989     | Scuola Militare Equitazione Pietro Giannattasio, Carlo Filadoro, Giovanni Egan, Alberto Magni                                    |
| 1990     | Los Yacarés Marco Donà dalle Rose, Fabrizio Bulgarini, Filippo Magni, Boris Giorgiutti                                           |
| 1991     | La Purina Nicola Colicchi, Vittorio Cutinelli R., Emanuele Marchetti, Federico Ferrari                                           |
| 1992     | La Nuova Poncia José Bertola, Alberto Galantino, Mario Galantino, Giampiero Molteni                                              |
| 1993     | Milano Polo Club Alex Vilella, Oscar Carona, Sergio Cavadini, Alberto Ardissone                                                  |
| 1994     | La Nuova Poncia Paulo Bertola, Alberto Galantino, Paolo Santambrogio, Flavio Bolongaro                                           |
| 1995     | La Ginevra Luca E. D’Orazio, Federico Ferrari, Fabrizio Bulgarini, Marco Visocchi                                                |
| 1996     | La Nuova Poncia Mario Galantino, Arnaldo Galantino, Alberto Galantino, Carlos María Bertola                                      |
| 1997     | Trigoria Alessandro Giachetti, Andrea Gianni, Vittorio Cutinelli Rendina, Claudio Gasperoni                                      |
| 1998     | La Nuova Poncia Gianluigi Marchiorello, Giovanni Ferrario, Alberto Galantino, Carlos María Bertola                               |
| 1999     | Roma Polo Club Filippo Breccia, Romolo A. Gianni, Agustín Nero, Fabrizio Bulgarini                                               |
| 2000     | Carayes Filippo Breccia, Alberto Ardissone, Paolo Grillini, Fabrizio Bulgarini                                                   |
| 2001     | La Nuova Poncia Alessandro Masiero, Edoardo Romeo, Carlos María Bertola, Alberto Galantino                                       |
| 2002     | La Ginevra Gianluca Magini, Claudio Gasperoni, Francisco Fucci, Luca E. D'Orazio                                                 |
| 2003     | Annullato |
| 2004     | Black Polo Team Simone Chiarella, Andrea e Alberto Moretti, Martín Espain, Goffredo Cutinelli Rendina                            |
| 2005     | Annullato |
| 2006     | Annullato |
| 2007     | La Mimosa Edward Foxon, Edoardo Ferrari, Stefania Annunziata, Julio Coria                                                        |
| 2008     | La Ginevra I Luca E. D’Orazio, Romolo A. Gianni, Ginevra D’Orazio, Manuel Carranza, Antonio Matella                              |
| 2009     | La Nuova Poncia Giacomo Galantino, Alessandro Santucci, Alberto Galantino, Tomás Rueda, Stefano Olgiati                          |
| 2010     | La Mimosa Green Season Stefania Annunziata, Edoardo Ferrari, Thomas Luchessa, Julio Coria                                        |
| 2011     | La Mimosa RCC Paolo Calderaro, Thomas Luchessa, Edoardo Ferrari, Julio Coria                                                     |
| 2012     | Argentario Polo Club Giacomo Galantino, Matías Bertola, Tomás Bertola, Carlo María Bertola                                       |
| 2013     | The Avengers Alberto Galantino, Federico Ferraresi, Giacomo Galantino, Edoardo Ferrari                                           |
| 2014     | La Mimosa Éphesos Stefania Annunziata, Edoardo Ferrari, Alice Coria, Julio Coria                                                 |
| 2015     | La Sebada Polo Team Edoardo Fontana, Costanza Marchiorello, Goffredo Cutinelli Rendina, Mariavittoria Marchiorello               |
| 2016     | La Castelluccia Stefano Giansanti, Cataldo D’Andria, Edoardo Fontana, Patricio Rattagan                                          |
| 2017     | La Nuova Poncia Erik Davide Minati, Alberto Galantino, Óscar Colombres, Giacomo Galantino                                        |
| 2018     | Annullato |
| 2019     | Pier.Gio. Inves – Villa a Sesta Goffredo Cutinelli Rendina, Edoardo Ferrari, Lucas Bertola, Giacomo Galantino, Giorgio Cosentino |
| 2021     | Battistoni - Castelluccia Stefano Giansanti, Alessandro Barnaba, Giordano Flavio Magini, Patricio Miguel Rattagan                |
| 2022     | UnoAerre Acquedotto Romano Polo Club Giorgio Cosentino, Goffredo Cutinelli Rendina, Harry Helser, Nicolas Ruiz Guinazu           |
| 2023     | Harpa Polo Team Fabrizio Facello, Therence Cusmano, Bautista Fanelli, Oscar Mancini                                              |